# Jan Erik Kongshaug
Jan Erik Kongshaug (Trondheim, 4 juli 1944 - 5 november 2019) was een Noors geluidstechnicus, producer en gitarist.
Hij groeide op in Trondheim als zoon van een gitarist, en begon zelf op de accordeon (1950), gitaar (1958) en basgitaar (1964). Hij speelde in 1963 en 1964 in een combo aan boord van passagiersschip MS Bergensfjord. In 1963 deed hij toelatingsexamen voor een studie elektronica aan de Technische Hogeschool Trondheim, waaraan hij in 1967 afstudeerde. Daarna ging hij in Oslo in geluidsstudios werken; van 1967 tot 1974 in de Arne Bendiksen Studio en van 1974 tot 1979 in de Talent Studio. Hij reisde toen op en neer tussen Noorwegen en zijn tweede woonplaats New York.
In 1983 begon Kongshaug in Oslo zijn eigen Rainbow Studio. Hij heeft vanaf die datum meer dan 4.000 muziekalbums opgenomen of begeleid, waarvan meer dan 700 stuks voor het Duitse platenlabel ECM Records. Dat was het gevolg van het feit dat ECM-oprichter Manfred Eicher zeer tevreden was met het geluid van het eerste ECM-album van Keith Jarrett, Facing You. Kongshaug en zijn studio staan bekend om de helderheid van de gemaakte opnamen.
Van Kongshaug verschijnen af en toe ook nog opnamen, maar dan op beperkte schaal.

## Discografie als musicus
- 1999: The other world (Jan Erik Kongshaug Quartet)
- 2003: All these years (Jan Erik Kongshaug Quartet)
- 2001: een titelloos album van Ola Kvernberg
- 2002: Spiral Circle van Helge Lien
- 2003: Assymetrical van Helge Lien
- 2005: Me and my piano van Einar Iversen; een heruitgave van een album uit 1967

- Bibsys: 1000791
- Bibliothèque nationale de France: cb14194357h (data)
- Gemeinsame Normdatei: 135126207
- International Standard Name Identifier: 0000 0001 3096 7931
- MusicBrainz: 2b056d5a-8645-44b2-8383-660313210a15
- Nationale Bibliotheek van Polen: a0000003636351
- Virtual International Authority File: 162149841913502841534
- WorldCat: E39PBJhCFWt3w9Qv7jhRmywQv3